# The Good Earth
The Good Earth är ett musikalbum av Manfred Mann's Earth Band lanserat 1974 på skivbolaget Bronze Records i Europa, och Warner Bros. Records i Nordamerika. Skivans tema är ekologi. Som marknadsföringsgimmick fick varje köpare av albumet under en begränsad tid rätt till en kvadratfot land i Llanerchyrfa, County of Brecon, Wales. Det gick att ansöka om detta fram till den 31 december 1975.

## Låtlista
1. "Give Me the Good Earth" (Gary Wright) – 8:31
2. "Launching Place" (Mike Rudd) – 5:52
3. "I'll Be Gone" (Rudd) – 3:42
4. "Earth Hymn" (Mann, Slade) – 6:19
5. "Sky High" (Mann, Rogers) – 5:15
6. "Be Not Too Hard" (Rogers, Christopher Logue) – 4:12
7. "Earth Hymn Part 2" (Mann, Slade) – 4:18

## Listplaceringar
- VG-lista, Norge: #20[1]